# عشق کشنده (آلبوم)
عشق کشنده (به انگلیسی: Killer Love) اولین آلبوم استدیویی از نیکول شرزینگر خواننده و ترانه سرای آمریکایی و عضو گروه پوسیکت دالز است که توسط شرکت اینتراسکوپ رکوردز از سال ۲۰۰۵ تا ۲۰۱۱ ضبط و در تاریخ ۱۸ مارس ۲۰۱۱ منتشر شد. در این آلبوم خوانندگانی همچون فیفتی سنت, استینگ و انریکه ایگلسیاس نیز حضور دارند. اولین آهنگی که از این آلبوم وارد بازار شد آهنگ "Poison" بود که مقام سوم را در آمریکا و مقام هفتم را در جدول ایرلند بدست آورد. همچنین این آهنگ پرفروش‌ترین آهنگ این آلبوم شد. دومین آهنگی که از این آلبوم وارد بازار شد آهنگ "Don't Hold Your Breath" بود که مقام اول را در آمریکا بدست آورد. آلبوم عشق کشنده در کشورهایی مانند آمریکا، ایرلند، فرانسه و آلمان در بین ده آلبوم برتر نیز شناخته شد. .